# Monument aux morts d'Aurillac
Le monument aux morts d'Aurillac est un monument aux morts situé en France sur la commune d'Aurillac, dans la région Auvergne-Rhône-Alpes.

## Localisation
Le monument aux morts est situé dans le département français du Cantal, sur la commune d'Aurillac, au square Arsène-Vermenouze, dans l'ancienne région administrative d'Auvergne.

## Historique
Inauguré le 3 juillet 1927 après avoir été commandé en 1924 à la suite d'un concours d'architectes, ce monument présente une structure monumentale en forme de « mur ». Bien qu'à l'origine conçu comme un hommage à tous les morts de guerre, les noms des 600 enfants d'Aurillac décédés pendant la Première Guerre mondiale ont été ajoutés. Il représente un symbole de pacifisme et est fabriqué en lave de Vilhonneur pour sa couleur blanche,.

## Protection
Le monument aux morts est inscrit au titre des monuments historiques par arrêté du 13 mars 2019.